# Хлебцов, Константин Александрович
Константи́н Алекса́ндрович Хлебцо́в (бел. Канстанцін Аляксандравіч Хлябцоў; Аполлоновка, Тереховский район) — передовик советского и белорусского животноводства, звеньевой племзавода «Носовичи» Добрушского района Гомельской области, Герой Социалистического Труда (1988), лауреат премии Ленинского комсомола (1984).

## Биография
Родился в 1954 году в посёлке Аполлоновка (ныне — Гомельского района Гомельской области).
После окончания средней школы поступил в Гомельское техническое училище кулинарии. Получив диплом, распределился заведующим производством в столовую Мозырского нефтеперерабатывающего завода. В 1976 году, после женитьбы, вернулся в родные места, в деревню Носовичи Добрушского района Гомельской области. Здесь его семье выделили жильё и предложили работу дояра на местном племенном заводе. Осваивать новую профессию помогали мать и двоюродная сестра Татьяна Трафимович, которая к тому времени уже имела звание Героя Социалистического Труда.
Указом Президиума Верховного Совета СССР от 17 августа 1988 года за выдающиеся результаты, достигнутые в увеличении производства сельскохозяйственной продукции на основе освоения интенсивных технологий и передовых методов организации труда в земледелии и животноводстве, и проявленную при этом трудовую доблесть Константину Александровичу Хлебцову присвоено звание Героя Социалистического Труда с вручением ордена Ленина и золотой медали «Серп и Молот».
Вёл активную общественную работу. На протяжении ряда лет входил в состав бюро обкома ЛКСМ Белоруссии, неоднократно избирался в центральный комитет республиканского комсомола. Избирался народным депутатом СССР (1989—1991).
К. А. Хлебцов проработал оператором машинного доения 15 лет. Затем, после окончания Речицкого зооветеринарного техникума, стал зоотехником.
В 2008 году принял предложение стать главным зоотехником вновь образованного коммунального сельскохозяйственного унитарного предприятия «Восток» в Гомельском районе — одного из самых крепких хозяйств Гомельщины (находится в пригороде Гомеля). В том году в его состав вошёл соседний сельскохозяйственный кооператив «Победа», который специализировался на производстве молочной продукции и зерновых культур. За несколько лет его работы в хозяйстве средний удой на корову поднялся с 3500 килограммов молока до более чем 7200 кг в 2012 году. В 2012 году возглавил районный клуб операторов машинного доения-«семитысячников», где делится опытом и знаниями с коллегами.
Проживает в Гомеле. Является самым молодым (по дате рождения) Героем Социалистического Труда.

## Награды
- Медаль «Серп и Молот» (17.08.1988)
- Два ордена Ленина (07.07.1986, 17.08.1988)
- Орден «Знак Почёта» (16.03.1981)
- Премия Ленинского комсомола (1984)

## Заслуги
- Одна из экспозиций в музее боевой и трудовой славы Речицкого аграрного колледжа посвящена К. А. Хлебцову, окончившему данное учебное заведение[5].